# Glioblast
Een glioblast is een type cel in het embryonale neuroectoderm van de neurale buis dat de mogelijkheid heeft om te differentiëren in verschillende typen neuroglia, de omhulling en ondersteunende cellen van het zenuwstelsel, door asymmetrische celdeling van de voorlopercellen. Bij deze deling ontstaan glioblasten en onvolgroeide zenuwcellen. Ze verschillen van de onvolgroeide zenuwcellen doordat ze hun vermogen om zich te vermenigvuldigen (delen) hun hele leven behouden. Ze ontstaan vanaf de vierde week van de zwangerschap, gerekend vanaf de bevruchting.
De glioblast ontstaat uit een voorlopercel van de embryonale gliacellen (spongioblast), die zich met twee lange uitlopers uitstrekken tussen het lumen van de neurale buis en het buitenoppervlak. Deze laatste kan echter ook differentiëren tot een embryonale ependymale cel (ependymoblast}.
Glioblasten differentiëren in astrocyten en oligodendrocyten. De tumor wordt een glioblastoom genoemd en is de meest agressieve vorm van kanker die ontstaat in de hersenen.